# Disponentgatan

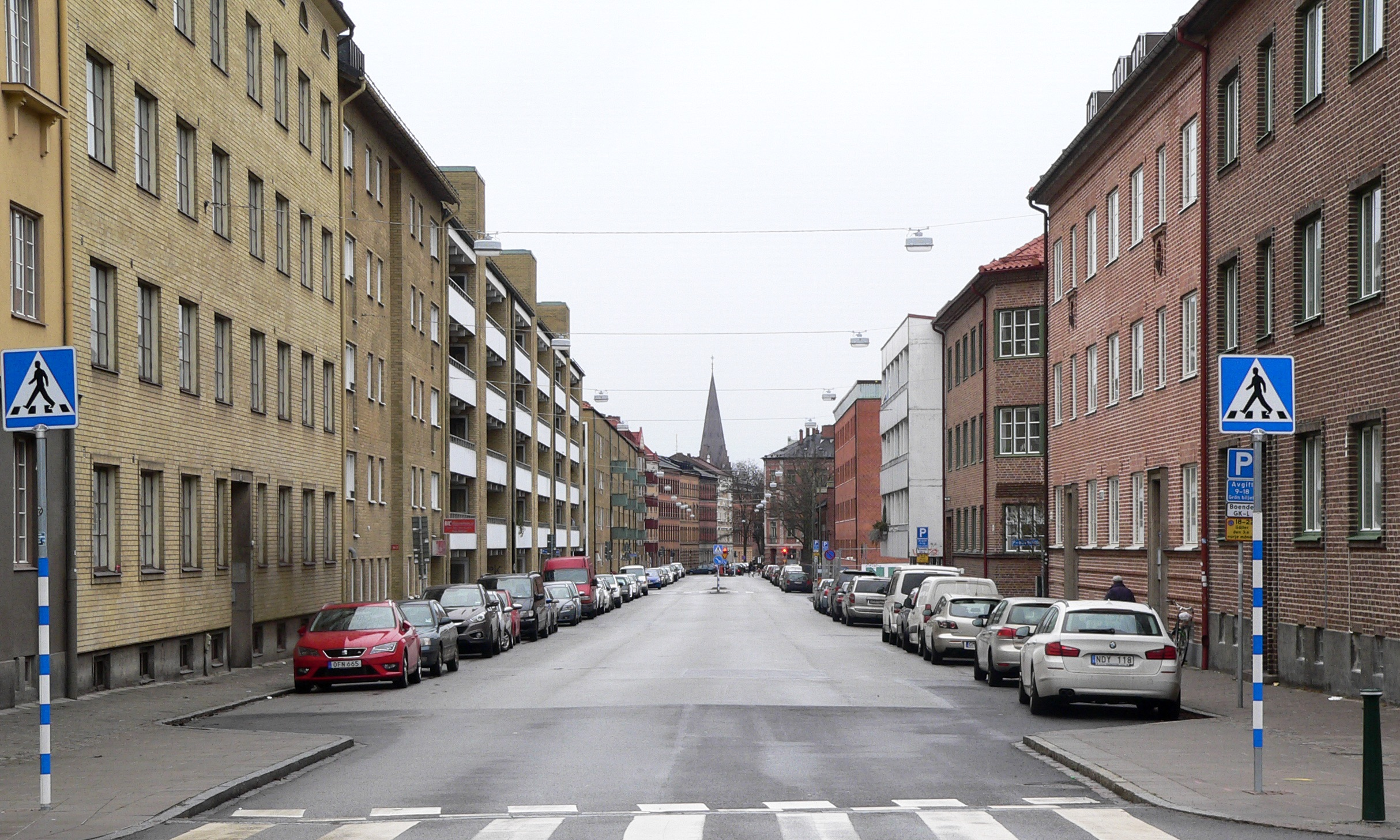
Disponentgatan mot nordväst från S:t Knuts väg. Trafikljusen står vid korsningen med Föreningsgatan. I bakgrunden sticker Petrikyrkans hundrameterstorn upp.

Disponentgatan är en gata i Malmö, belägen i delområdet Västra Sorgenfri och stadsområde Norr. Den sträcker sig från Föreningsgatan mot sydost till S:t Knuts väg.
Disponentgatan finns på stadsingenjör Jöns Åbergs karta från 1882 och namnet fastställdes 1889, varefter den förlängdes 1904. Den fick sitt namn efter disponent Axel Albert Edgren (1845–1888) som från 1875 tillsammans med kronouppbördskamrer Anders Herman Laurell (1844–1916), var ägare till en jordlott där Disponentgatan (och Kamrergatan) kom att gå fram.